# Helina pervittata
Helina pervittata är en tvåvingeart som beskrevs av Fritz Isidore van Emden 1951. Helina pervittata ingår i släktet Helina och familjen husflugor. Inga underarter finns listade i Catalogue of Life.